# Cloreto de manganês(II)
Cloreto de manganês (II) descreve uma série de compostos com fórmula química MnCl2(H2O)x, onde o valor de x pode ser zero, dois ou quatro. O tetrahidratado é um sal rosa, que ocorre naturalmente como o raro mineral scacchita. Mais comumente, o termo "cloreto de manganês (II) se refere ao tetrahidratado MnCl2·4H2O, que consiste em moléculas octaédricas de trans-Mn(H2O)4Cl2. O dihidratado MnCl2·2H2O também é conhecido. Muitos sais de Mn(II) são de coloração rosada, com a palidez de coloração característica típica de complexos de metais de transição com configuração d5.

## Preparação
O cloreto de manganês (II) pode ser preparado tratando-se o manganês metálico ou o carbonato de manganês (II) com ácido clorídrico, dependendo se pretende-se obter a forma anidra ou hidratada:
Mn  +  2 HCl  →  MnCl2  +  H2
MnCO3  +  2 HCl   →   MnCl2  +  H2O  + CO2
Também é formado quando o óxido de manganês (IV) é aquecido com ácido clorídrico concentrado; essa reação outrora foi utilizada para fabricação de gás cloro
MnO2  +  4 HCl   →   MnCl2  +  2 H2O  +  Cl2
Essa reação ilustra o poder oxidante do MnO2 e o fato de que os óxidos tendem a existir em estados de oxidação maiores que os cloretos.

## Propriedades Químicas
MnCl2 é um sólido polimérico que adota estrutura lamelas. Dissolvido em água gera uma solução ligeiramente ácida, com pH em torno de 4. Tais soluções aquosas são utilizadas para preparar uma grande variedade de compostos de manganês, por exemplo:
MnCl2(aq)  +  K2CO3(aq)  →  MnCO3(s)  +  2 KCl
Nessas equações, "MnCl2(aq)" se refere à [Mn(H2O)6]2+, que é a principal forma do manganês em solução a partir de qualquer cloreto de manganês.
É um ácido de Lewis fraco, reagindo com íons cloreto para produzir uma série de sólidos contendo os íons [MnCl3]−,  [MnCl4]2− , e [MnCl6]4−.  Ambos [MnCl3]− e [MnCl4]2− são poliméricos.
Quando reagido com ligantes orgânicos típicos, o manganês (II) se oxida formando complexos metálicos de Mn(III). Exemplos incluem [Mn(EDTA)]−, [Mn(CN)6]3−, and [Mn(acetilacetonato)]3.  Trifenilfosfina forma um aduto lábil 2:1:
MnCl2  +  2 Ph3P  →  [MnCl2(Ph3P)2]
Cloreto de manganês (II) anidro serve como reagente de partida para a síntese de uma grande variedade de compostos de manganês. Por exemplo, manganoceno é preparado pela reação de MnCl2 com uma solução de ciclopentadieno de sódio em THF.
MnCl2  +  2 NaC5H5  →  Mn(C5H5)2  +  2 NaCl

## Paramagnetismo
Cloreto de Manganês é paramagnético, fato utilizado quando MnCl2 é utilizado como agente de constrate em RMN. Um exemplo é a utilização de MnCl2 para destacar impulsos nervosos.

## Precauções
Manganismo, ou envenenamento por manganês, pode ser causado pela exposição prolongada à manganês e seus vapores.